# Bukovno
Bukovno är en ort i Tjeckien.   Den ligger i regionen Mellersta Böhmen, i den centrala delen av landet, 50 km nordost om huvudstaden Prag. Bukovno ligger 314 meter över havet och antalet invånare är 621.
Terrängen runt Bukovno är huvudsakligen platt. Bukovno ligger uppe på en höjd.Runt Bukovno är det ganska tätbefolkat, med 65 invånare per kvadratkilometer. Närmaste större samhälle är Mladá Boleslav, 5,9 km sydost om Bukovno. Trakten runt Bukovno består till största delen av jordbruksmark.